# Muniesa
Muniesa – gmina w Hiszpanii, w prowincji Teruel, w Aragonii, o powierzchni 129,8 km². W 2011 roku gmina liczyła 653 mieszkańców.